# Diocesi di Jaffna
La diocesi di Jaffna (in latino: Dioecesis Iaffnensis) è una sede della Chiesa cattolica in Sri Lanka suffraganea dell'arcidiocesi di Colombo. Nel 2021 contava 263.600 battezzati su 1.612.600 abitanti. È retta dal vescovo Justin Bernard Gnanapragasam.

## Territorio
La diocesi comprende i distretti di Jaffna, di Kilinochchi e di Mullaitivu, nell'estrema parte settentrionale dello Sri Lanka.
Sede vescovile è la città di Jaffna, dove si trova la cattedrale di Santa Maria.
Il territorio è suddiviso in 69 parrocchie.

## Storia
Il vicariato apostolico di Jaffna fu eretto il 17 febbraio 1845, ricavandone il territorio dal vicariato apostolico di Ceylon (oggi arcidiocesi di Colombo).
Il 1º settembre 1886 il vicariato apostolico è stato elevato a diocesi con la bolla Humanae salutis di papa Leone XIII.
Il 25 agosto 1893 ha ceduto porzioni del suo territorio all'arcidiocesi di Colombo e a vantaggio dell'erezione della diocesi di Trincomalee.
Il 19 dicembre 1975 e il 24 gennaio 1981 ha ceduto porzioni del suo territorio a vantaggio dell'erezione rispettivamente della prefettura apostolica di Anuradhapura (oggi diocesi) e della diocesi di Mannar.

## Cronotassi dei vescovi
Si omettono i periodi di sede vacante non superiori ai 2 anni o non storicamente accertati.
- Orazio Bettacchini, C.O. † (28 agosto 1849 - 26 luglio 1857 deceduto)
- Stefano Semeria, O.M.I. † (26 luglio 1857 succeduto - 23 gennaio 1868 deceduto)
- Christophe-Ernest Bonjean, O.M.I. † (24 luglio 1868 - 20 aprile 1883 nominato vicario apostolico di Colombo)
- André-Théophile Mélizan, O.M.I. † (20 aprile 1883 succeduto - 5 marzo 1893 nominato arcivescovo di Colombo)
- Henri Joulain, O.M.I. † (20 luglio 1893 - 8 febbraio 1919 deceduto)
- Jules-André Brault, O.M.I. † (5 agosto 1919 - 20 gennaio 1923 deceduto)
- Alfred-Jean Guyomard, O.M.I. † (16 gennaio 1924 - 18 luglio 1950 dimesso[1])
- Jerome Emilianus Pillai, O.M.I. † (18 luglio 1950 succeduto - 17 luglio 1972 deceduto)
- Jacob Bastiampillai Deogupillai † (18 dicembre 1972 - 6 luglio 1992 ritirato)
- Thomas Emmanuel Savundaranayagam (6 luglio 1992 - 13 ottobre 2015 ritirato)
- Justin Bernard Gnanapragasam, dal 13 ottobre 2015

## Statistiche
La diocesi nel 2021 su una popolazione di 1.612.600 persone contava 263.600 battezzati, corrispondenti al 16,3% del totale.
| anno | popolazione | popolazione | popolazione | presbiteri | presbiteri | presbiteri | presbiteri                | diaconi | religiosi | religiosi | parrocchie |
| anno | battezzati  | totale      | %           | numero     | secolari   | regolari   | battezzati per presbitero | diaconi | uomini    | donne     | parrocchie |
| ---- | ----------- | ----------- | ----------- | ---------- | ---------- | ---------- | ------------------------- | ------- | --------- | --------- | ---------- |
| 1950 | 63.652      | 415.335     | 15,3        | 90         | 14         | 76         | 707                       |         | 123       | 201       | 42         |
| 1970 | 124.582     | 1.100.000   | 11,3        | 95         | 40         | 55         | 1.311                     |         | 82        | 362       | 391        |
| 1980 | 172.667     | 994.000     | 17,4        | 89         | 57         | 32         | 1.940                     |         | 66        | 344       | 56         |
| 1990 | 156.120     | 1.000.000   | 15,6        | 97         | 53         | 44         | 1.609                     |         | 73        | 354       | 43         |
| 1999 | 155.840     | 1.064.436   | 14,6        | 90         | 75         | 15         | 1.731                     |         | 26        | 190       | 49         |
| 2000 | 157.398     | 1.064.464   | 14,8        | 94         | 79         | 15         | 1.674                     |         | 28        | 195       | 49         |
| 2001 | 159.782     | 1.093.153   | 14,6        | 100        | 84         | 16         | 1.597                     |         | 30        | 193       | 49         |
| 2002 | 161.581     | 1.093.153   | 14,8        | 106        | 87         | 19         | 1.524                     |         | 42        | 193       | 49         |
| 2003 | 163.950     | 1.359.539   | 12,1        | 109        | 80         | 29         | 1.504                     |         | 54        | 191       | 49         |
| 2004 | 166.329     | 1.625.925   | 10,2        | 124        | 91         | 33         | 1.341                     |         | 60        | 201       | 50         |
| 2006 | 163.895     | 1.406.230   | 11,7        | 130        | 98         | 32         | 1.260                     |         | 64        | 212       | 51         |
| 2013 | 240.682     | 1.493.720   | 16,1        | 153        | 97         | 56         | 1.573                     |         | 97        | 227       | 63         |
| 2016 | 251.000     | 1.533.000   | 16,4        | 172        | 108        | 64         | 1.459                     |         | 96        | 251       | 60         |
| 2019 | 259.640     | 1.585.770   | 16,4        | 199        | 117        | 82         | 1.304                     |         | 106       | 243       | 65         |
| 2021 | 263.600     | 1.612.600   | 16,3        | 200        | 116        | 84         | 1.318                     |         | 104       | 319       | 69         |